# ارنست اشتوکلبرگ
ارنست کارل گرلاخ اشتوکلبرگ (آلمانی: Ernst Carl Gerlach Stueckelberg؛ زاده ۱ فوریهٔ ۱۹۰۵ درگذشته ۴ سپتامبر ۱۹۸۴) یک فیزیک‌دان و ریاضی‌دان اهل سوئیس بود.